# Герайзаде, Акиф Паша оглы
Акиф Паша оглы Герайзаде (азерб. Akif Paşa oğlu Gərayzadə; род. 17 октября 1938, Губа) — доктор сельскохозяйственных наук, профессор, эколог, почвовед. Заведующий отделом Института почвоведения и агрохимии Академии Наук Азербайджана. Создатель научной школы по теоретическим и практическим проблемам физики почвы в Азербайджане.

## Биография
Родился в многодетной семье потомственного дворянина, известного врача Герайзаде Паша Герай оглы. Мать также была врачом. Потерял мать в раннем возрасте.
Автор таких трудов, как «Преобразования энергии в системе почва-ранение-атмосфера» (Москва, 1988).
Является членом Общества почвоведов имени В. В. Докучаева, Международного союза почвоведов.